# Луций Елий Ламия (претор)
Вижте пояснителната страница за други личности с името Луций Елий Ламия.
Луций Елий Ламия (на латински: Lucius Aelius Lamia) е римски конник на късната Римска Република, който помага на Цицерон по време на заговора на Катилина.

## Биография
Произлиза от клон Ламия на фамилията Елии, които са знатна и богата фамилия на конници и по времето на Август са приети в патрициианското съсловие. Той има красиви градини (Horti Lamiani) в Рим.
Луций Ламия дава петиция на консулите Авъл Габиний и Луций Калпурний Пизон Цезонин (58 пр.н.е.).
Той служи при Гай Юлий Цезар през Гражданската война (49 – 48 пр.н.е.). През 45 пр.н.е. той става курулски едил. Луций Ламия е през 42 пр.н.е. претор.
Той е баща на Луций Елий Ламия (проконсул 24 пр.н.е. в Тараконска Испания) и Луций Елий Ламия (консул 3 г.)